# サッカージンバブエ女子代表
サッカージンバブエ女子代表（サッカージンバブエじょしだいひょう）は、ジンバブエサッカー協会(英語: Zimbabwe Football Association, 略称：ZIFA)によって編成されるジンバブエの女子サッカーナショナルチームである。アフリカサッカー連盟(CAF)に所属している。2000年に代表チームが結成され、アフリカの女子サッカー選手権であるアフリカ女子選手権に出場している。
女子ワールドカップの出場はない。オリンピックは2016年大会で初めて予選を勝ち抜き出場した。。

## ワールドカップの成績
- 1991 - 不参加
- 1995 - 不参加
- 1999 - 不参加
- 2003 - 予選敗退
- 2007 - 予選出場辞退
- 2011 - 不参加
- 2015 - 予選敗退
- 2019 - 予選敗退

## オリンピックの成績
- 1996 - 不参加
- 2000 - 不参加
- 2004 - 予選敗退
- 2008 - 予選敗退
- 2012 - 不参加
- 2016 - グループリーグ敗退

## アフリカ女子選手権の成績
- 1991 - 不参加
- 1995 - 不参加
- 1998 - 不参加
- 2000 - 3位
- 2002 - グループリーグ敗退
- 2004 - グループリーグ敗退
- 2006 - 予選出場辞退
- 2008 - 予選敗退
- 2010 - 不参加
- 2012 - 予選敗退
- 2014 - 予選敗退
- 2016 - グループリーグ敗退
- 2018 - 予選敗退

## FIFAランキング
- 初登場 - 88位(2003年7月)
- 最高順位 - 85位(2009年6月)
- 最低順位 - 118位(2010年8月)